# Sebastián Taltavull Anglada
Sebastián Taltavull Anglada (ur. 28 stycznia 1948 w Ciutadella de Menorca) – hiszpański duchowny katolicki, biskup Majorki od 2017.

## Życiorys

### Prezbiterat
Święcenia kapłańskie otrzymał 23 września 1972 i został inkardynowany do diecezji Minorki. Był m.in. dyrektorem domu rekolekcyjnego w Monte-Toro i rektorem miejscowego sanktuarium, wykładowcą i rektorem diecezjalnego seminarium, wikariuszem generalnym diecezji oraz dyrektorem sekretariatu komisji Konferencji Episkopatu Hiszpanii ds. duszpasterstwa.

### Episkopat
28 stycznia 2009 papież Benedykt XVI mianował go biskupem pomocniczym archidiecezji barcelońskiej, ze stolicą tytularną Gabii. Sakry biskupiej udzielił mu 21 marca 2009 kard. Lluís Martínez Sistach.
19 września 2017 papież Franciszek mianował go biskupem Majorki.